# 1. HMNL 2014./15.
1.HMNL 2014./15. je dvadeset i četvrta sezona najvišeg ranga hrvatskog malonogometnog prvenstva uz sudjelovanje 12 momčadi. 
 Naslov prvaka je osvojio Nacional iz Zagreba.

## Sustav natjecanja
Prvenstvo se igra u dva dijela: ligaškom i doigravanju. 

U ligaškom sudjeluje 12 momčadi koje odigraju ligu dvokružnim sustavom  (22 kola). Po završetku lige šest najbolje plasiranih momčadi se plasira u doigravanje za prvaka koje se igra na ispadanje (četvrtzavršnica, poluzavršnica, završnica). Kriterij za prolazak četvrtzavršnice i poluzavršnice je da pobjednička momčad prva ostvari dvije pobjede, a za završnicu za prvaka tri pobjede.

## Sudionici
- Square - Dubrovnik
- Novo Vrijeme - Makarska
- Murter - Murter
- Novi Marof - Novi Marof
- Osijek Kelme - Osijek
- Brod 035 Simplex - Slavonski Brod
- Solin - Solin
- Split Tommy - Split
- Vrgorac - Vrgorac
- Alumnus - Zagreb
- Nacional - Zagreb
- Uspinjača - Zagreb

## Ljestvica i doigravanje za prvaka

### Ljestvica
| poz. | klub             | ut. | poz. | rem. | por. | gol+ | gol- | bod | doigravanje     |
| ---- | ---------------- | --- | ---- | ---- | ---- | ---- | ---- | --- | --------------- |
| 1.   | Nacional         | 22  | 18   | 2    | 2    | 111  | 52   | 56  | poluzavršnica   |
| 2.   | Split Tommy      | 22  | 17   | 3    | 2    | 115  | 39   | 54  | poluzavršnica   |
| 3.   | Novo Vrijeme     | 22  | 14   | 1    | 7    | 106  | 90   | 43  | četvrtzavršnica |
| 4.   | Square           | 22  | 11   | 5    | 6    | 73   | 58   | 38  | četvrtzavršnica |
| 5.   | Vrgorac          | 22  | 9    | 2    | 11   | 57   | 65   | 29  | četvrtzavršnica |
| 6.   | Murter           | 22  | 7    | 5    | 10   | 68   | 88   | 26  | četvrtzavršnica |
| 7.   | Uspinjača        | 22  | 7    | 4    | 11   | 59   | 88   | 25  |                 |
| 8.   | Alumnus          | 22  | 7    | 3    | 12   | 74   | 71   | 24  |                 |
| 9.   | Osijek Kelme     | 22  | 6    | 6    | 10   | 55   | 63   | 24  |                 |
| 10.  | Solin            | 22  | 7    | 2    | 13   | 68   | 99   | 23  |                 |
| 11.  | Novi Marof       | 22  | 7    | 1    | 14   | 45   | 104  | 22  |                 |
| 12.  | Brod 035 Simplex | 22  | 4    | 2    | 16   | 56   | 100  | 14  |                 |

### Doigravanje
| klub1                      | pob-por         | klub2           | rezultati                       |
| četvrtzavršnica            | četvrtzavršnica | četvrtzavršnica | četvrtzavršnica                 |
| -------------------------- | --------------- | --------------- | ------------------------------- |
| Square                     | 2-1             | Vrgorac         | 7:3*, 0:1, 5:3*                 |
| Novo Vrijeme               | 2-0             | Murter          | 6:1*, 6:0                       |
|                            |                 |                 |                                 |
| poluzavršnica              |                 |                 |                                 |
| Nacional                   | 2-0             | Square          | 5:1*, 5:2                       |
| Split Tommy                | 2-0             | Novo Vrijeme    | 4:3*, 5:3 prod.                 |
|                            |                 |                 |                                 |
| završnica                  |                 |                 |                                 |
| Nacional                   | 3-1             | Split Tommy     | 1:3*, 5:2, 4:2*, 2:2 (1:3 pen.) |
|                            |                 |                 |                                 |
| * domaća utakmica ua klub1 |                 |                 |                                 |

## Poveznice
- Druga hrvatska malonogometna liga 2014./15.
- Hrvatski malonogometni kup 2014./15.